# Ebenfurth
Ebenfurth is een gemeente in de Oostenrijkse deelstaat Neder-Oostenrijk, gelegen in het district Wiener Neustadt-Land (WB). De gemeente heeft ongeveer 2600 inwoners.

## Geografie
Ebenfurth heeft een oppervlakte van 23,56 km². Het ligt in het oosten van het land, ten zuiden van de hoofdstad Wenen.
Bad Erlach · Bad Fischau-Brunn · Bad Schönau · Bromberg · Ebenfurth · Eggendorf · Felixdorf · Gutenstein · Hochneukirchen-Gschaidt · Hochwolkersdorf · Hohe Wand · Hollenthon · Katzelsdorf · Kirchschlag in der Buckligen Welt · Krumbach · Lanzenkirchen · Lichtenegg · Lichtenwörth · Markt Piesting · Matzendorf-Hölles · Miesenbach · Muggendorf · Pernitz · Rohr im Gebirge · Schwarzenbach · Sollenau · Theresienfeld · Waidmannsfeld · Waldegg · Walpersbach · Weikersdorf am Steinfelde · Wiesmath · Winzendorf-Muthmannsdorf · Wöllersdorf-Steinabrückl · Zillingdorf
- Gemeinsame Normdatei: 4092238-8
- Nationale Bibliotheek van Tsjechië: xx0174057
- Virtual International Authority File: 239468523
- WorldCat: E39PBJkhMyQ9kDHCwTMJ6jkhpP